# Pop (телеканал, Великобритания)
Pop (ранее известный как Toons and Tunes перевод - Мультфильмы и Песни) — бесплатный телевизионный канал из Великобритании, транслирующий мультфильмы и музыкальные клипы. Произведён компанией CSC Media Group, и начавший вещание 29 мая 2003 года.
Британский канал Pop для детей от 4 до 11 лет производится компанией CSC Media Group. Компания была приобретена в 2006 году группой частного акционерного капитала Veronis Suhler Stevenson (VSS.com). CSC теперь владеет и управляет шестнадцатью телевизионными каналами Sky Digital, Virgin Media и Freesat, а также семью web-сайтами.
В фокусе CSC — производство детских, музыкальных, фильмовых и развлекательных каналов для тех, кому до 30. Каналы для детей нацелены на ясные и дифференцированные сегменты рынка. Tiny Pop адресован дошкольникам, Pop Girl — девочкам от 7 до 12, Kix! создан для мальчиков и подростков от 8 до 15 лет, которые любят экшн, музыку и экстремальные виды спорта. It was rebranded to Pop Max.
Нацеленный на детей от 4 до 11 лет, мультипликационный телеканал Pop представляет юным телезрителям анимированного дракона по имени Rorry и его кошку-«кореша» Purrdy. В программной сетке канала можно встретить таких популярных мультперсонажей, как Sonic и Инспектор Гаджет. А фаворитом вещания канала и является, конечно, обзоры новинок кино и DVD.
Вещание осуществляется в открытом доступе на английском языке.
Запущен 29 мая 2003 года. В течение нескольких месяцев телеканал имел название Toons and Tunes, но в июне 2003 года сменил его на Pop.
Первоначально в эфире телеканала до февраля 2004 года транслировались музыкальные видео, ранее [или позднее, тут я не смог правильно перевести] показывали мультфильмы. Музыкальные видео продолжали транслироваться в эфире до середины 2006 года. В начале 2007 года они снова появились в эфире, но в рамках 60-минутной программы «Pop Party» («Вечеринка Pop»).
11 октября 2007 года Pop был запущен на Virgin Media, вместе с его сестрой каналом Tiny Pop(перевод — Крошечный Поп). Pop был удален из Virgin Media 28 февраля 2011 года, так что Правда развлечений может начать.
Некоторые программы, транслируемые на телеканале POP, ранее были показаны на других британских каналах (предполагается, что предыдущие права на телепоказ истекли), а некоторые не были показаны прежде. Иногда телеканал транслирует программы каналов, которые ныне не существуют и сейчас закрыты (среди них, Discovery Kids и Toonami).

## Programming

### Current programming
В 2008 году телеканал стал доступен зрителям только что запущенной спутниковой системы Freesat.

#### Animated series
| Title                          | Premiere date      |
| ------------------------------ | ------------------ |
| The 3 Amigonauts               | February 1, 2016   |
| ALVINNN!!! and the Chipmunks1. | February 1, 2016   |
| Angry Birds Toons              | February 1, 20181. |
| Barbie Dreamhouse Adventures   | October 31, 2018   |
| Canada Catastrope              | November 20, 2015  |

1. ↑  Schedule (амер. англ.). POP. POP (9 мая 1945). Дата обращения: 22 июля 2013. Архивировано 28 июля 2020 года.
2. ↑  in English. POP Girl | Welcome to our POP Girl website! (англ.). POP. Dan Berlinka (9 мая 2007). Дата обращения: 22 июля 2013.
3. ↑  Dan Berlinka. POP Girl | Welcome to our POP Girl website! (нем.). english. POP (9 мая 2007).
4. ↑  Welcome to KIX.co.uk. www.kix.co.uk. Дата обращения: 22 февраля 2024. Архивировано 22 февраля 2024 года.
5. ↑  Wayne Warner. Home (англ.). e. POP Max (31 августа 2017). Дата обращения: 25 декабря 2024. Архивировано 18 декабря 2020 года.
6. ↑  Arpo (амер. англ.). Tiny POP. Дата обращения: 22 февраля 2024. Архивировано 21 февраля 2024 года.
7. ↑  Barbie Dreamhouse Adventures (амер. англ.). Tiny POP. Дата обращения: 22 февраля 2024. Архивировано 14 января 2024 года.
8. ↑  What's on Pop?
9. ↑  POP TV Listings - November 20, 2015. Дата обращения: 7 марта 2024. Архивировано 2 марта 2024 года.